# Navigație la Jocurile Olimpice de vară din 2020
Probele sportive de navigație la Jocurile Olimpice de vară din 2020 au avut loc în perioada 25 iulie–4 august 2021 pe Enoshima Yacht Harbor în Enoshim.

## Rezultate

### Masculin
| Probă               | Aur                                                    | Argint                                            | Bronz                                           |
| RS:X detalii        | Kiran Badloe · Olanda (NED)                            | Thomas Goyard · Franța (FRA)                      | Bi Kun · China (CHN)                            |
| Clasa Laser detalii | Matthew Wearn · Australia (AUS)                        | Tonči Stipanović · Croația (CRO)                  | Hermann Tomasgaard · Norvegia (NOR)             |
| Clasa Finn detalii  | Giles Scott · Marea Britanie (GBR)                     | Zsombor Berecz · Ungaria (HUN)                    | Joan Cardona Méndez · Spania (ESP)              |
| Clasa 470 detalii   | Australia (AUS) · Mathew Belcher · William Ryan        | Suedia (SWE) · Anton Dahlberg · Fredrik Bergström | Spania (ESP) · Jordi Xammar · Nicolás Rodríguez |
| Clasa 49er detalii  | Dylan Fletcher · Stuart Bithell · Marea Britanie (GBR) | Peter Burling · Blair Tuke · Noua Zeelandă (NZL)  | Erik Heil · Thomas Plößel · Germania (GER)      |

### Feminin
| Probă                      | Aur                                                   | Argint                                              | Bronz                                              |
| RS:X detalii               | Lu Yunxiu · China (CHN)                               | Charline Picon · Franța (FRA)                       | Emma Wilson · Marea Britanie (GBR)                 |
| Clasa Laser Radial detalii | Anne-Marie Rindom · Danemarca (DEN)                   | Josefin Olsson · Suedia (SWE)                       | Marit Bouwmeester · Olanda (NED)                   |
| Clasa 470 detalii          | Marea Britanie (GBR) · Hannah Mills · Eilidh McIntyre | Polonia (POL) · Agnieszka Skrzypulec · Jolanta Ogar | Franța (FRA) · Camille Lecointre · Aloïse Retornaz |
| Clasa 49erFX detalii       | Brazilia (BRA) · Martine Grael · Kahena Kunze         | Germania (GER) · Tina Lutz · Susann Beucke          | Olanda (NED) · Annemiek Bekkering · Annette Duetz  |

### Mixt
| Probă            | Aur                                          | Argint                                           | Bronz                                             |
| Nacra 17 detalii | Ruggero Tita · Caterina Banti · Italia (ITA) | John Gimson · Anna Burnet · Marea Britanie (GBR) | Paul Kohlhoff · Alica Stuhlemmer · Germania (GER) |

## Clasament pe medalii
Legendă
  *   Țara-gazdă
| Loc   | Țară           | Aur | Argint | Bronz | Total |
| ----- | -------------- | --- | ------ | ----- | ----- |
| 1     | Marea Britanie | 3   | 1      | 1     | 5     |
| 2     | Australia      | 2   | 0      | 0     | 2     |
| 3     | Olanda         | 1   | 0      | 2     | 3     |
| 4     | China          | 1   | 0      | 1     | 2     |
| 5     | Brazilia       | 1   | 0      | 0     | 1     |
| 5     | Danemarca      | 1   | 0      | 0     | 1     |
| 5     | Italia         | 1   | 0      | 0     | 1     |
| 8     | Franța         | 0   | 2      | 1     | 3     |
| 9     | Suedia         | 0   | 2      | 0     | 2     |
| 10    | Germania       | 0   | 1      | 2     | 3     |
| 11    | Croația        | 0   | 1      | 0     | 1     |
| 11    | Ungaria        | 0   | 1      | 0     | 1     |
| 11    | Noua Zeelandă  | 0   | 1      | 0     | 1     |
| 11    | Polonia        | 0   | 1      | 0     | 1     |
| 15    | Spania         | 0   | 0      | 2     | 2     |
| 16    | Norvegia       | 0   | 0      | 1     | 1     |
| Total | Total          | 10  | 10     | 10    | 30    |